# توماس لامبرت (متزحلق حر)
توماس لامبرت هو متزحلق حر سويسري، ولد في 31 مايو 1984 في ميتمنشتيتن في سويسرا.

## وصلات خارجية
- توماس لامبرت على موقع الاتحاد الدولي للتزلج (التزلج الحر) (الإنجليزية)
- توماس لامبرت على موقع أوليمبيديا (الإنجليزية)